# Prince of Wales (Schiff, 1941)
Die HMS Prince of Wales, (53), war ein Schlachtschiff der King-George-V-Klasse, das in den 1930er Jahren für die Royal Navy gebaut wurde. Sie beteiligte sich am Angriff auf die Bismarck am 23. Mai und geleitete Winston Churchill am 4. August 1941 ins neufundländische Argentia, um die Atlantik-Charta zu ratifizieren. Am 10. Dezember 1941 wurde sie bei japanischen Luftangriffen vor Pulau Tioman versenkt.

## Geschichte
Die Prince of Wales wurde am 1. Januar 1937 auf Kiel gelegt, am 3. Mai 1939 vom Stapel gelassen und am 18. Januar 1941 für den Einsatz in der Home Fleet in Dienst gestellt. Noch während das Schiff auf Kiel lag, griffen am 31. August 1940 deutsche Bomber die Werft in Birkenhead an. Dabei wurde die Prince of Wales von einer 250-Pfund-Bombe getroffen. Die Bombe explodierte zwischen der Beckenwand und dem Schiffsrumpf, wodurch die Rumpfbeplankung beschädigt wurde. Das Backbord-Querschott wurde geflutet und das Schiff krängte um etwa 8 Grad. Das Wasser reichte ca. 0,5 m unter das Mitteldeck. Das Unterdeck wurde durch Löcher geflutet, die kurz zuvor für das interne Entmagnetisierungskabel gebohrt worden waren. Das Schiff musste noch einmal ins Trockendock und die Schäden wurden ohne größere Verzögerungen bei der Fertigstellung behoben.

### Jagd auf die Bismarck

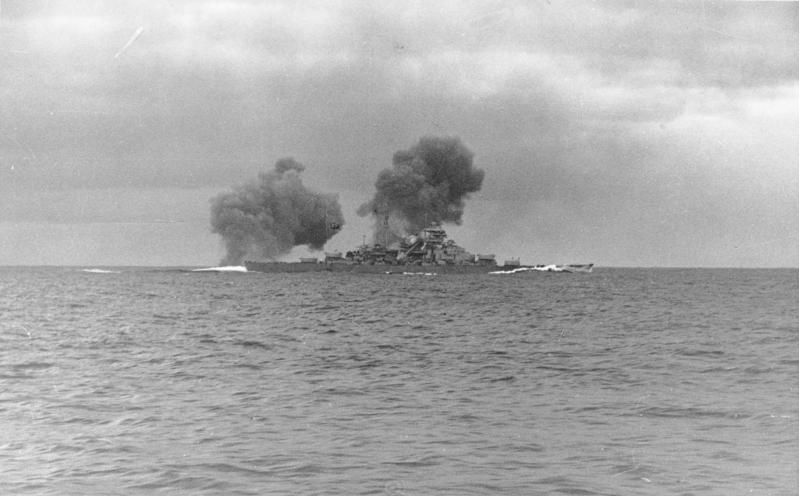
Die Bismarck beschießt die Prince of Wales

Am 18. Mai hatte Admiral Lütjens entschieden, mit der Prinz Eugen und der Bismarck, die im Grimstadfjord ankerten, den Durchbruch in den Atlantik durch die Dänemarkstraße zu wagen. Dabei wurden sie von einer britischen Spitfire fotografiert. Der britische Vizeadmiral Tovey ließ daraufhin in der Nacht vom 21. Mai den britischen Schlachtkreuzer Hood und die Prince of Wales auslaufen, um die Deutschen abzufangen. Trotz sehr schlechten Wetters konnten die britischen Schiffe Fahrt gutmachen auf die deutschen Schiffe. Kurz nach 8 Uhr morgens am 23. Mai empfing man an Bord der Hood die Nachricht, dass die Bismarck gefunden worden sei. Nach Admiral Hollands Berechnungen befand man sich etwa 260 Seemeilen nördlich der Deutschen. Gegen Mitternacht gab er Befehl, die Schiffe klar zum Gefecht zu machen; doch nach wenigen Minuten widerrief er den Befehl, da die Suffolk den Kontakt zum Feind verloren hatte. Gegen 3 Uhr morgens erhielt Holland die Nachricht, dass man die Bismarck wiederentdeckt hatte. Er gab Befehl, mit voller Kraft auf die deutschen Schiffe zuzufahren und gegen 4 Uhr hatte er sich bis auf 20 Seemeilen angenähert.
Um 5:30 Uhr gab Holland Signal für sofortige Gefechtsbereitschaft und etwa 25 Minuten später sichtete man am Horizont an Steuerbord querab die Umrisse zweier deutscher Schiffe. Am 24. Mai gegen 5:52 Uhr eröffnete die Hood aus 12 Seemeilen Entfernung mit ihren 381-mm-Kanonen das Feuer. Wenige Sekunden später feuerten auch die 355-mm-Geschütze der Prince of Wales. Kurz darauf erwiderten die Bismarck und die Prinz Eugen das Feuer. Zu Beginn der Schlacht hatte die Hood auf die Prinz Eugen geschossen. Der Kapitän der Prince of Wales hatte den Fehler bemerkt und richtete ihre Geschütze auf die Bismarck, jedoch ohne einen Treffer zu erzielen. Drei Minuten nachdem man das Feuer auf die Deutschen eröffnet hatte, gab Holland Befehl, 20 Grad nach Backbord zu drehen, um auch die hinteren Geschütze seiner Schiffe nutzen zu können. Doch als die britischen Schiffe wendeten, traf eine Salve der Bismarck die Hood mittschiffs, die Munitionskammern des Schlachtkreuzers explodierten. Nur drei Mann überlebten die Zerstörung des Schiffes. Das Feuer der deutschen Schiffe richtete sich nach dem Untergang der Hood nun auf die Prince of Wales, die innerhalb kürzester Zeit mehrere schwere Treffer hinnehmen musste. Nachdem mehrere Geschosse die seitliche Panzerung durchschlagen, ein weiterer Treffer ihre Brücke zerstört hatte und zudem einer ihrer Geschütztürme ausgefallen war, drehte sie um 160° nach Backbord, nebelte sich ein und zog sich zurück.
Die Prince of Wales erzielte selbst insgesamt drei Treffer auf der Bismarck, darunter auch einen Treffer im Vorschiff, der dieses vollständig durchschlug und die dortigen Treibstofftanks beschädigte, was den Abbruch vom „Unternehmen Rheinübung“ und die Verlegung des deutschen Schlachtschiffs nach Frankreich zur Reparatur erzwang. Die Prinz Eugen dagegen blieb unbeschädigt, wurde zum Handelskrieg im Atlantik entlassen und erreichte schließlich Brest. Die Bismarck dagegen erreichte ihr Ziel nicht, sie wurde nach einem fatalen Torpedotreffer in die Ruderanlage, erzielt von Flugzeugen der „Force H“, am 27. Mai von den britischen Schlachtschiffen Rodney und King George V gestellt und versenkt.
Noch im Mai wurde die Prince of Wales in Rosyth für die Reparatur der Schäden, die im Kampf mit der Bismarck entstanden waren, ausgemustert. Am 16. Juli wurde sie wieder in Dienst gestellt und brachte am 4. August 1941 Premierminister Churchill nach Argentia auf Neufundland, um dort mit dem Präsidenten der Vereinigten Staaten Franklin D. Roosevelt die Atlantik-Charta zu formulieren. Im September 1941 wurde das Schiff vorübergehend ins Mittelmeer beordert, wo sie der „Force H“ zugeteilt wurde und u. a. an der "Operation Halberd" teilnahm. Anfang Oktober wurde sie wieder der Home-Fleet zugeteilt, erhielt aber kurz darauf den Befehl, sich der Eastern-Fleet anzuschließen.

### Versenkung

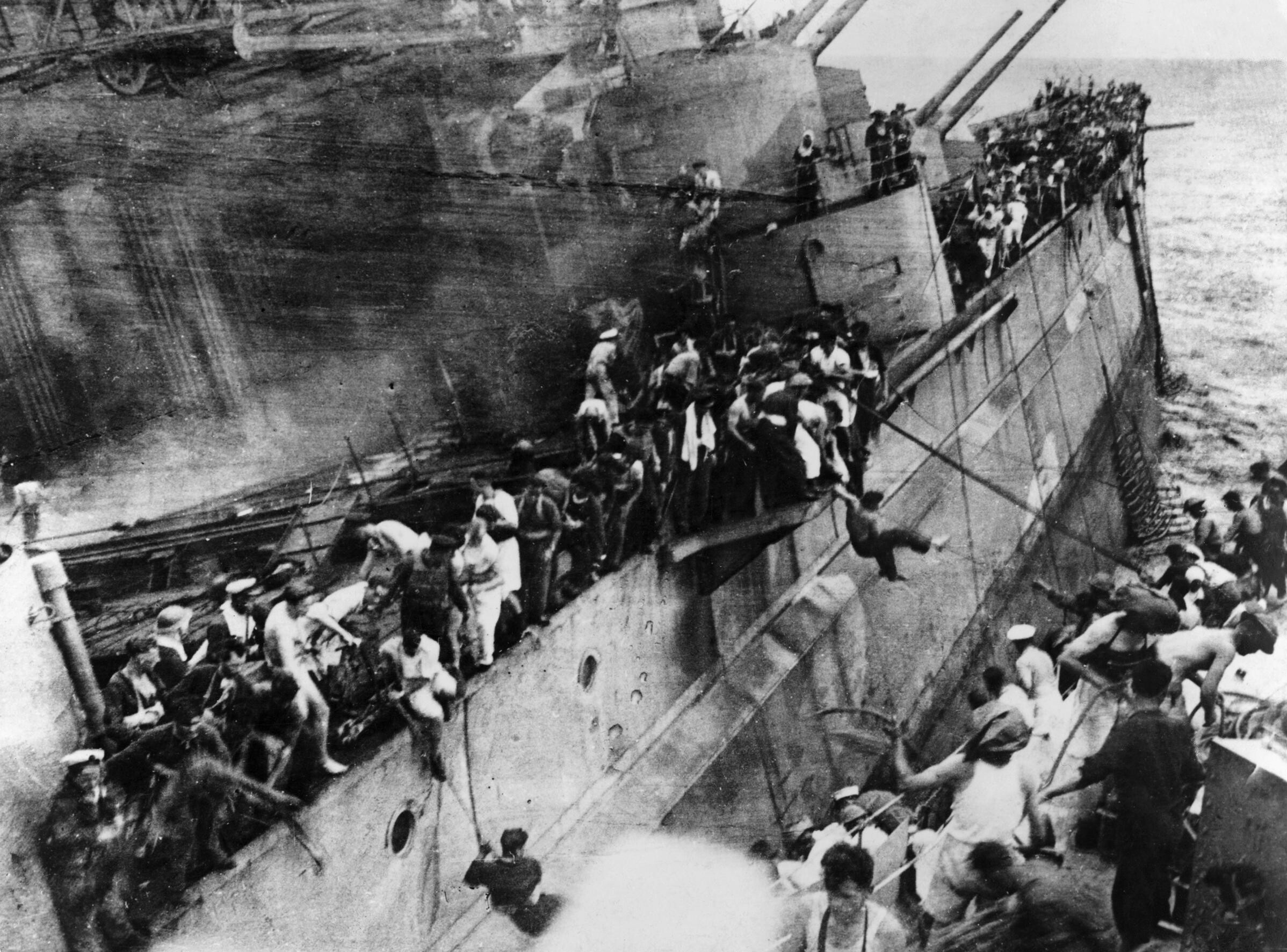
Die sinkende Prince of Wales

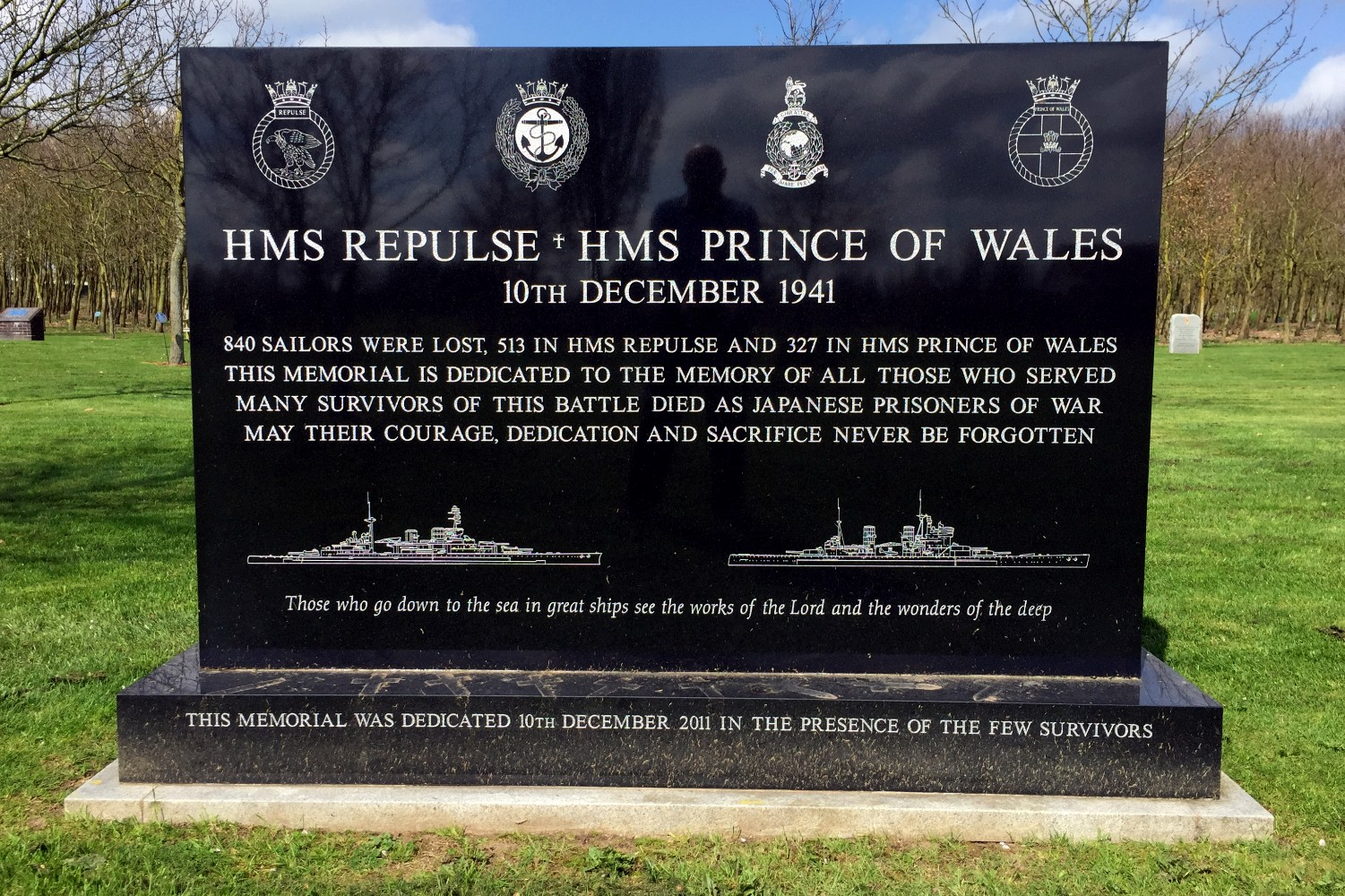
Denkmal für Prince of Wales und Repulse im National Memorial Arboretum

Ende Oktober stach das Schiff mit Richtung Singapur in See. Am 16. November erreichte es Kapstadt und am 28. schloss es sich in Colombo der Repulse (Schiff, 1916) an. Beide Schiffe trafen am 2. Dezember in Singapur ein. Dort sollten die britischen Schiffe als Force Z eine Eingreiftruppe bilden und gegen die japanischen Vorwärtsbewegungen Richtung British Malaya und Niederländisch-Indien operieren. Am 7. Dezember wurden Pläne für mögliche Operationen an der Ostküste von British Malaya ausgearbeitet. Der Plan sah vor, dass die Flotte zusammen mit vier Zerstörern kurz vor Sonnenuntergang in See stechen sollte, um am Morgen des 10. Dezember vor Songkhla feindliche Transporte und deren Geleitschutz zu zerstören. Anschließend sollte man so schnell wie möglich wieder zurückkehren. Am 8. Dezember gegen 17:35 Uhr lief die Force Z in Richtung Songkhla aus, um gemeldete japanische Truppenkonvois im Südchinesischen Meer abzufangen. Bei der Rückkehr nach Singapur wurde die Prince of Wales am 9. Dezember gegen 14:00 Uhr von dem japanischen U-Boot I-65 gesichtet. Am Vormittag des 10. Dezember gegen 11:42 Uhr griffen mehrere japanische Torpedobomber der 22. Luftflotte unter Konteradmiral Sadaichi Matsunaga die Prince of Wales aus einer Höhe von 150 m an. Zwei Torpedos trafen das Schiff an seiner verwundbarsten Stelle. Einer legte das Ruder lahm, ein anderer traf die Wellenhose der Backbordaußenwelle, wobei die mit hoher Drehzahl laufende Welle aus ihren Lagern gerissen wurde, was zu einem Wassereinbruch durch den Wellentunnel sowie zu starken Zerstörungen im Schiffsinneren führte. Die Prince of Wales begann sofort 13 Grad nach Backbord zu krängen. Durch das einströmende Wasser wurde die Hälfte der Maschinenanlage des Schiffes zerstört und damit auch die schweren Flakgeschütze ausgeschaltet. Gegen 13:20 Uhr begann die Prince of Wales zu kentern und sank kurz darauf. 327 Seeleute starben, 1.285 konnten gerettet werden.

### Wrackplünderung
2014 wurde in der englischen Tageszeitung The Daily Telegraph bekannt gegeben, dass das Wrack der Prince of Wales bei den Koordinaten 3° 34′ N, 104° 29′ O. 2012 wiederholt Ziel von Plünderern geworden ist. So wurden Buntmetalle wie z. B. die aus Phosphorbronze gefertigten Schiffsschrauben im Gesamtgewicht von über 15.000 kg gestohlen, bei einem Schrottpreis von seinerzeit 3.800 Pfund pro Tonne. Die britische Regierung legte dagegen Protest ein, da das Wrack als Seekriegsgrab klassifiziert und so gesetzlich vor Bergung und Plünderung geschützt ist.

## Technik
Das Schiff hatte eine Gesamtlänge von 227,12 m, eine Breite von 31,45 m und einen Tiefgang von 10,90 m. Die Verdrängung lag zwischen 36.750 tn.l. und 44.460 tn.l.

### Antrieb
Die Prince of Wales war mit vier Parsonsturbinen ausgestattet, die jeweils eine Welle antrieben und insgesamt 110.000 Shp (80.905 kW) entwickelten, mit der sie eine Höchstgeschwindigkeit von 28 Knoten (51,8 km/h) erreichte. Der Dampf wurde von acht Admiralty Trommelkesseln geliefert. Das Schiff konnte maximal 3.700 tn.l.Heizöl mitführen, was ihr bei 10 Knoten (19 km/h) eine Reichweite von 15.600 Seemeilen (28.891 km) ermöglichte. Die Besatzung des Schiffes bestand aus 1.530 Offizieren und Mannschaft.

### Bewaffnung
Die Hauptbewaffnung bestand aus zehn 356-mm-Kanonen in einem Zwillingsturm vorne und zwei Vierfachtürmen, vor und hinter den Aufbauten. Die Geschütze des Zwillingsturms waren auf Mk II Lafetten mit einem Gewicht von 929 t gelagert, während die Kanonen der Vierfachtürme auf Mk III Lafetten mit einem Gewicht von 1.607 t montiert waren. Die Geschütze selbst wogen 80,865 t und hatten bei einer maximalen Elevation von 40 Grad und einer Mündungsgeschwindigkeit von 756 m/s eine Reichweite von 35.260 m. Die Kanonen feuerten die 721 kg schweren Granaten mit einer Kadenz von 2 Schuss per Minute. Die Sekundärbewaffnung bestand aus sechzehn 133 mm Schnellfeuergeschützen, in acht Mk I Zwillingslafetten mit einem Gewicht von 78 t. Das Geschütz selbst wog 4,362 t und hatte bei einer maximalen Elevation von 45 Grad und einer Mündungsgeschwindigkeit von 814 m/s eine Reichweite von 21.397 m. Außerdem hatten die Schiffe zur Flugabwehr zweiunddreissig 40 mm 2-Pfünder "pom-pom", zehn 40 mm Bofors-Geschütze, fünfzehn 20 mm Oerlikon Maschinenkanonen und drei 20-fach Glattrohrraketenwerfer installiert.

### Panzerung
Der Hauptpanzergürtel war 126 m lang und reichte bis knapp über die Außenflächen der Barbetten "A" und "Y" hinaus. Auf Höhe des Maschinenraums hatte er eine Stärke von 355 mm und auf Höhe der Magazine war er 381 mm dick. Die Oberkante des Panzergürtels befand sich auf der Höhe des Hauptdecks etwa 4,49 m über und 2,59 m unter der Wasserlinie. 254 bis 304 mm dicke Querschotten schlossen die vorderen und hinteren Enden der Gürtelpanzerung zwischen Haupt- und Unterdeck ab. Das Hauptdeck war zwischen 124 und 149 mm dick. Die Barbetten waren zwischen 274 und 324 mm dick. Der Kommandoturm war mit 76 bis 101 mm gepanzert.  Die Geschütztürme waren an der Front 324, an den Seiten, 228 auf der Rückseite 174 und auf dem Dach 149 mm dick. Die Geschütztürme der 133 mm Kanonen waren rundherum mit 38 mm Panzerung versehen. Der Splitterschutz für die Sekundärmagazine war ebenfalls 38 mm dick. Das Torpedoschott war 444 mm dick und erstreckte sich über die gesamte Länge des Panzergürtels.

### Sensoren
Die Hauptbewaffnung war mit einem Typ 285 Feuerleitradar ausgestattet. Der Feuerleitrechner achtern war mit einem Feuerleitradar Typ 274 ausgestattet und die Feuerleitrechner für die leichte Flugabwehr waren mit einem Feuerleitradar Typ 283 ausgerüstet die sich querab und achtern der Aufbauten befanden. Zusätzlich hatte die Prince of Wales ein Boden-Luft Frühwarnradar Typ 277 und ein Sekundärradar zur Freund-Feind Unterscheidung Typ 242.